# Diocesi di Tiberiopoli
La diocesi di Tiberiopoli (in latino: Dioecesis Tiberiopolitana) è una sede soppressa del patriarcato di Costantinopoli e sede titolare della Chiesa cattolica.

## Storia
Tiberiopoli, identificabile con Egrigöz nell'odierna Turchia, è un'antica sede episcopale della provincia romana della Frigia Pacaziana nella diocesi civile di Asia. Faceva parte del patriarcato di Costantinopoli ed era suffraganea dell'arcidiocesi di Gerapoli.
Inizialmente suffraganea dell'arcidiocesi di Laodicea, Tiberiopoli entrò a far parte della provincia ecclesiastica dell'arcidiocesi di Gerapoli quando la Frigia Pacaziana fu divisa in due province. Nella Notitia Episcopatuum attribuita allo pseudo-Epifanio (metà del VII secolo), la sede appare ancora nella provincia di Laodicea, al primo posto tra le sue suffraganee, mentre negli atti del secondo concilio di Nicea (787), il vescovo Michele firmò assieme ai vescovi suffraganei di Gerapoli. La diocesi è documentata nelle Notitiae Episcopatuum del patriarcato di Costantinopoli fino al XII secolo.
Sono cinque i vescovi attribuiti da Le Quien a questa antica diocesi. Eustazio prese parte al concilio di Costantinopoli riunito nel 536 dal patriarca Mena per condannare il suo predecessore Antimo. Silas partecipò al secondo concilio di Costantinopoli nel 553. Anastasio era presente al concilio detto in Trullo nel 692. Michele assistette al secondo concilio di Nicea nel 787. Teoctisto partecipò al concilio di Costantinopoli dell'879-880 che riabilitò il patriarca Fozio di Costantinopoli. Infine il vescovo Giorgio è documentato da un sigillo vescovile datato fra VII e VIII secolo.
Dal XVIII secolo Tiberiopoli è annoverata tra le sedi vescovili titolari della Chiesa cattolica; la sede è vacante dal 10 settembre 1964.

## Cronotassi

### Vescovi greci
- Eustazio † (menzionato nel 536)
- Silas † (menzionato nel 553)
- Anastasio † (menzionato nel 692)
- Giorgio † (VII/VIII secolo)
- Michele † (menzionato nel 787)
- Teoctisto † (menzionato nell'879)

### Vescovi titolari
- Thomas Dominic Williams, O.P. † (22 dicembre 1725 - 3 aprile 1740 deceduto)
- John MacDonald † (25 febbraio 1761 - 9 maggio 1779 deceduto)
- István Gosztonyi † (18 dicembre 1815 - 20 dicembre[7] 1817 deceduto)
- Pablo García Abella, C.O. † (17 settembre 1827 - 15 aprile 1833 confermato vescovo di Calahorra y La Calzada)
- Gabriele Maria de Marchis † (23 giugno 1834 - 18 aprile 1858 deceduto)
- Michael Flannery † (6 luglio 1858 - 29 luglio 1859 succeduto vescovo di Killaloe)
- Pedro José Tordoya Montoya † (23 marzo 1860 - 17 settembre 1875 nominato vescovo di Cusco)
- Eusebio Maria Semprini, O.F.M.Ref. † (25 gennaio 1876 - 8 gennaio 1893 deceduto)
- Mariano Antonio Espinosa † (15 giugno 1893 - 8 febbraio 1898 nominato vescovo di La Plata)
- Antonio Scotti † (24 marzo 1898 - 10 giugno 1919 deceduto)
- Adalbero Fleischer, C.M.M. † (22 marzo 1922 - 19 marzo 1963 deceduto)
- Adolfo Rodríguez Herrera † (27 maggio 1963 - 10 settembre 1964 nominato vescovo di Camagüey)